# Virginia Key
El Virginia Key Beach Park  es un banco de arena ubicado en Miami, Florida. El Virginia Key Beach Park se encuentra inscrito  en el Registro Nacional de Lugares Históricos desde el 28 de junio de 2002.  

## Ubicación
El Virginia Key Beach Park se encuentra dentro del condado de Miami-Dade en las coordenadas 25°44′02″N 80°09′43″O / 25.733889, -80.161944.